# Isola Ridge
L'isola Ridge è un'isola situata al largo della costa di Fallières, nella Terra di Graham, in Antartide. L'isola, che ha una forma allungata che raggiunge una lunghezza di circa 11 km in direzione sud-ovest/nord-est e una larghezza di circa 2,8, si trova in particolare nel fiordo di Bourgeois, tra l'isola Pourquoi Pas, a ovest, e capo Garay, sulla terraferma, a est.

## Storia
L'isola Ridge è stata scoperta dalla spedizione britannica nella Terra di Graham, condotta dal 1934 al 1937 al comando di John Riddoch Rymill, il quale la battezzò con il suo attuale nome in associazione con il suo aspetto: in inglese "ridge" significa infatti "cresta rocciosa".